# 小品文
小品文（しょうひんぶん）とは、明代後期、万暦年間以降の文人によって書かれた随筆・評論・紀行文等の総称。

## 明末小品
明末の、主として万暦年間以降の明末から清初にかけて、袁宏道ら公安派・鍾惺ら竟陵派・『陶庵夢憶』で知られる張岱といった文人の手になる随筆・評論・紀行文を総称して小品文という。
20世紀に小品文が再評価されると、『袁中郎集』等明末の作品が発掘され多くの選集として出版された。

## 20世紀の小品文
周作人は文学革命時に文学理論家・批評家として活躍したが、1924年に週刊誌『語絲』が創刊するとその巻首に「生活の芸術」を寄せ、以後散文小品の名手として記憶されるようになった:187。翌1925年に53篇の小品を集めた『雨天の書』が出版された:187。
周作人らは口語による平易な文体で審美的な散文を書き、平淡な言葉に深刻な意味を含ませた:211。小品とはスケッチ（素描文）に相当するが、周作人は『雨天の書』の1篇「日記と尺牘」で明末小品について論じ、散文の源流を明末に求めている:210-212。
1920年代から1930年代にかけて林語堂や周作人らによって明末の小品が再評価され、散文小品が中国文壇に流行した:211。

## 批判
小品文が反俗的・反政治的な風格を持ち、高踏的な文人趣味と閉鎖的な個性主義を特徴としているとして、魯迅の『小品文的危機』（1933年）などによって亡国の責めを文人に押しつける風潮と相俟って攻撃されている。

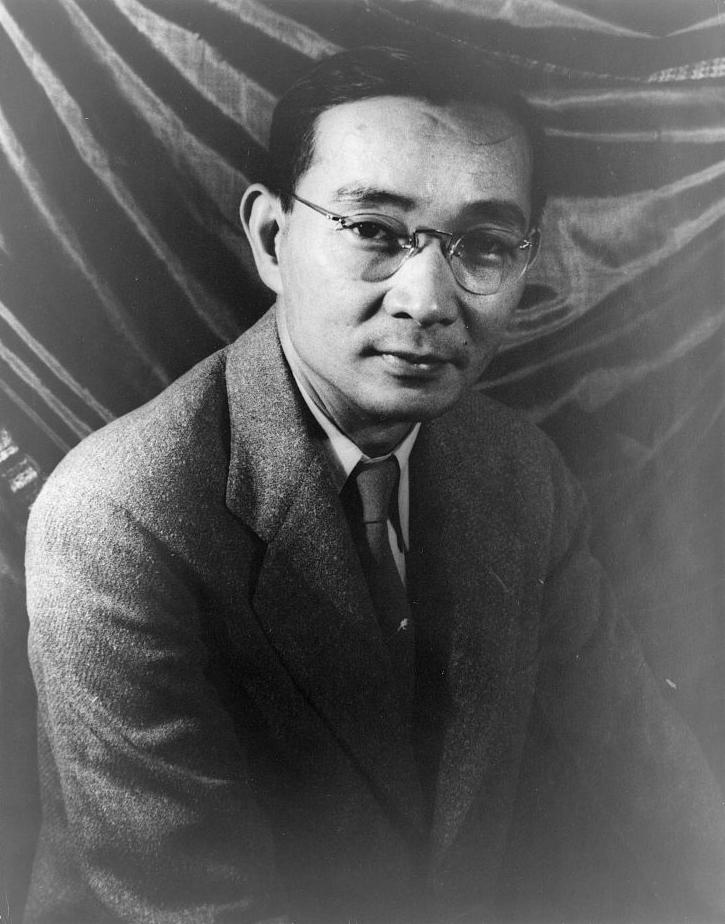
林語堂
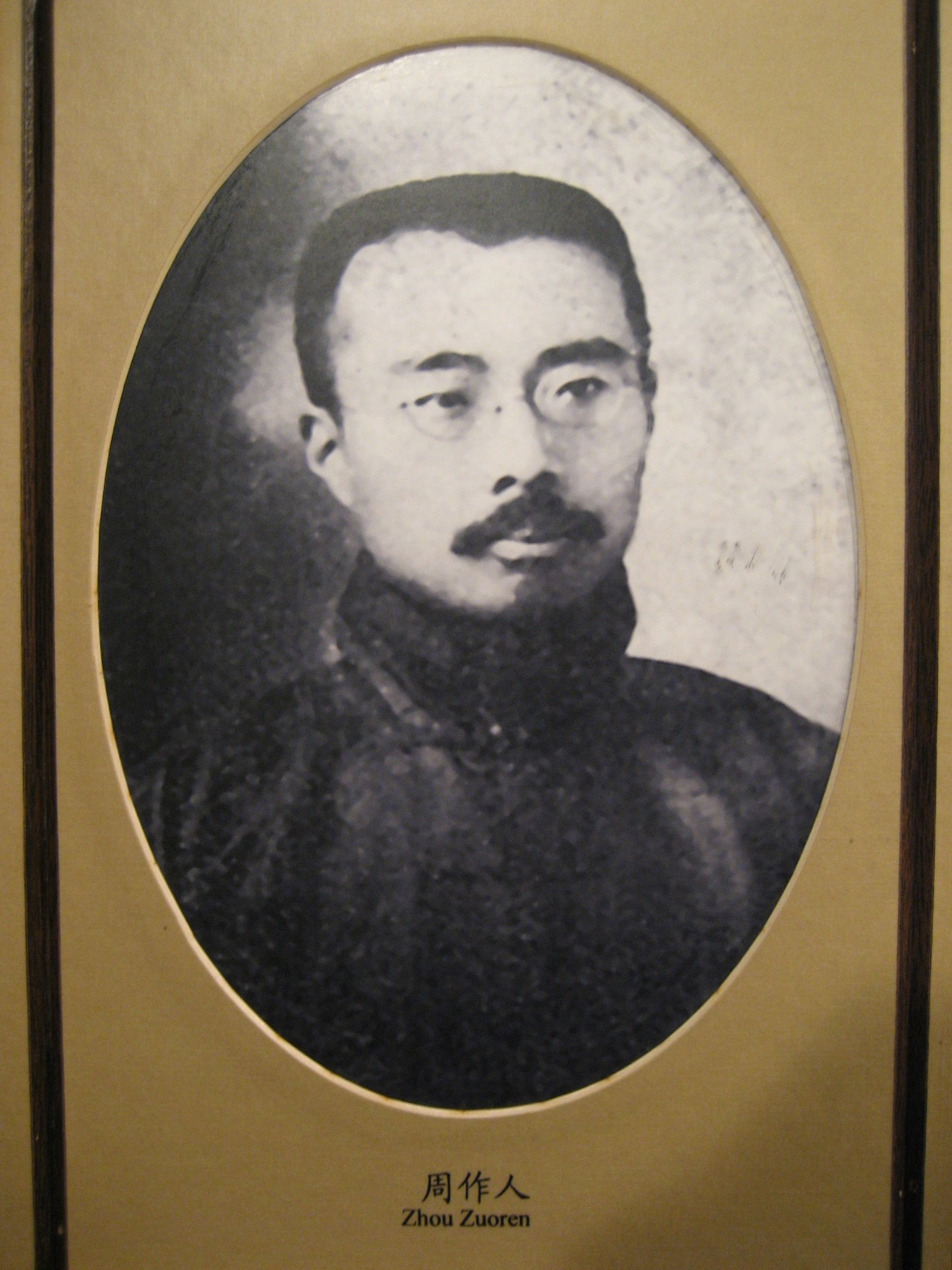
周作人
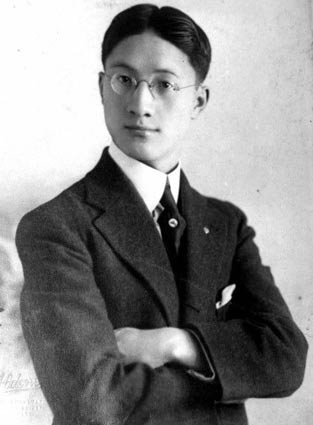
徐志摩

## 発行物

### 雑誌
- 『論語』
- 『人閒世』
- 『宇宙風』

### 選集
- 近代散文抄
- 中国文学珍本叢書
- 国学珍本文庫
- 晩明小品文庫
- 明人小品集